# 皮爾多普

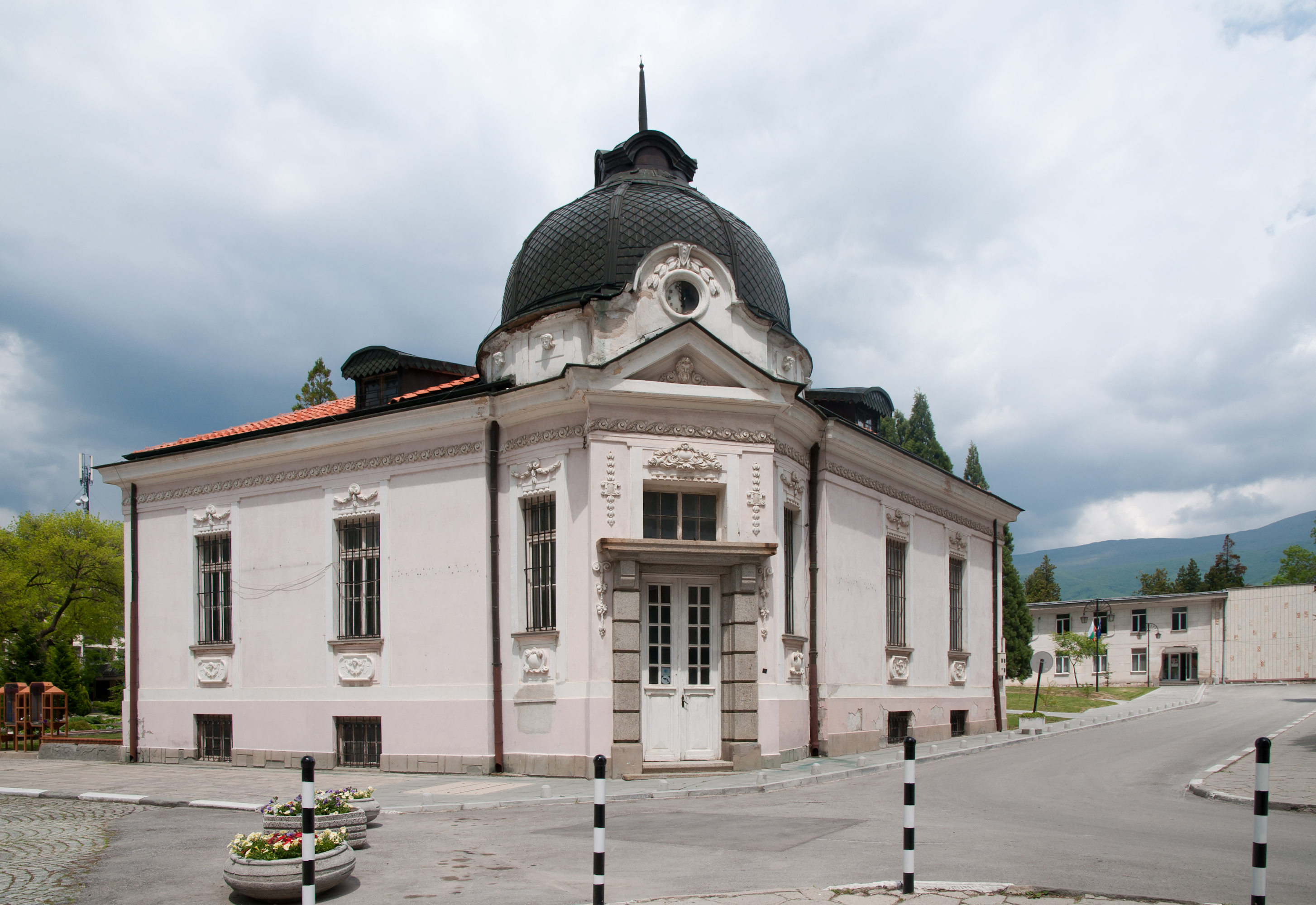
银行建筑

皮爾多普是保加利亞西部索菲亞州皮爾多普市鎮的城鎮及行政中心，距離首都索菲亞80公里，海拔高度696米，主要經濟活動是冶金業，2010年人口8,040人，居民主要信奉東正教。

## 外部連結
- My Bulgaria - Pirdop Valley
- Virtual Bulgaria - Southwester Bulgaria

42°42′N 24°11′E / 42.700°N 24.183°E